# Улица Казарму (Рига)
Улица Ка́зарму (латыш. Kazarmu iela) — улица в Риге, в Видземском предместье, в историческом районе Браса. Начинается от улицы Хоспиталю, ведёт в юго-восточном направлении до улицы Клуса.
Длина улицы — 306 метров. Почти на всём протяжении замощена булыжником; участок между улицами Миера и Клуса заасфальтирован. Движение по улице двустороннее. Общественный транспорт по улице не курсирует, однако на улице Миера имеется остановка «Kazarmu iela».

## История
Улица Казарму впервые упоминается в адресных книгах в 1864 году под названием Казарменная. Переименований улицы не было.
На улице Казарму сохранилось много образцов архитектуры начала XX века. Угловой дом по ул. Миера, 91 (архитектор Николай Норд, 1912 г.) признан памятником архитектуры местного значения.

## Прилегающие улицы
Улица Казарму пересекается со следующими улицами:
- Улица Хоспиталю
- Улица Леяс
- Улица Миера
- Улица Клуса